# Амено
Амено (итал. Ameno) је насеље у Италији у округу Новара, региону Пијемонт.
Према процени из 2011. у насељу је живело 491 становника. Насеље се налази на надморској висини од 532 м.

## Становништво
Према резултатима пописа становништва 2011. у општини је живело 874 становника.
| 1931. | 1936. | 1951. | 1961. | 1971. | 1981. | 1991. | 2001. | 2011. |
| ----- | ----- | ----- | ----- | ----- | ----- | ----- | ----- | ----- |
| 1.396 | 1.263 | 1.304 | 1.147 | 989   | 924   | 891   | 895   | 874   |